# Stanisław Barańczak

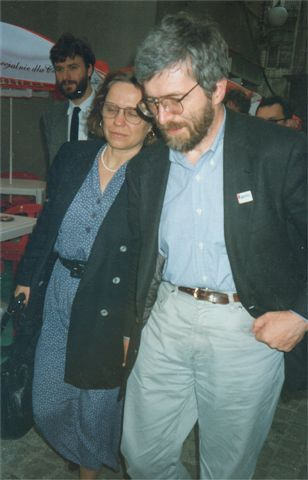
Stanisław Barańczak in 1995

Stanisław Barańczak (Poznań, 13 november - Newton, 26 december 2014) was een Poolse dichter, vertaler en literatuurwetenschapper.
Hij schreef ook onder de pseudoniemen Barbara Stawiczak, Feliks Trzymałko & Szczęsny Dzierżankiewicz, Hieronim Bryłka, J.H., Jan Hammel, Paweł Ustrzykowski, S.B., Sabina Trwałczańska en Tomasz Niewierny. Stanisław Barańczak geldt naast Ryszard Krynicki als een van de belangrijkste dichters van de Nowa Fala uit Poznan (Nieuwe golf).
- Bibsys: 90626888
- Biblioteca Nacional de España: XX5414080
- Bibliothèque nationale de France: cb120083722 (data)
- CiNii: DA02264590
- Gemeinsame Normdatei: 119229129
- International Standard Name Identifier: 0000 0000 8113 0130
- Library of Congress Control Number: n81055044
- Nationale Bibliotheek van Letland: 000348003
- MusicBrainz: a1eea294-2630-402e-9910-f9a63267f118
- Nationale Bibliotheek van Tsjechië: jn19990000433
- Nationale Bibliotheek van Israël: 987007258090805171
- Nationale en Universitaire bibliotheek Zagreb: 000293351
- Nederlandse Thesaurus van Auteursnamen: 068965567
- Réseau des bibliothèques de Suisse occidentale: 02-A002967383
- LIBRIS: 176741
- SNAC: w6rn3sxz
- Système universitaire de documentation: 028200373
- Virtual International Authority File: 34467174
- WorldCat: E39PBJjHjjrXv9DhrhGGpdDjG3